# 纳克什班迪教团军
纳克什班迪教团军（阿拉伯语： Jaysh Rijāl aṭ-Ṭarīqa an-Naqshabandiya），是一支活跃在伊拉克西部和中部的恐怖组织。

## 历史
该恐怖组织大约成立于2003年底，前身是萨达姆的共和国卫队，由于美国解散了萨达姆的军队并将逊尼派排挤出局，伊拉克前军队就组织恐怖团伙展开报复活动，连续制造多起袭击。

## 发展
2014年初，伊拉克和黎凡特伊斯兰国联合纳克什班迪教团军里应外合，夺取了伊拉克西部的安巴尔省。并在六月和七月先后夺取摩苏尔和萨拉赫丁省，如今在与什叶派为主的伊拉克政府军和库尔德武装展开拉锯战。战术上经常是伊拉克和黎凡特伊斯兰国在前面攻城，纳克什班迪教团军就在周围负责夺取重要的交通要道和桥梁。